# Lärk
Lärk, lärkträd eller europeisk lärk (Larix decidua) är ett barrträd i familjen tallväxter som, till skillnad från de i Sverige betydligt vanligare granen och tallen, fäller sina barr på hösten. Lärkträdet ingår i släktet lärkar som rymmer cirka 10 arter.

## Historik
Då inlandsisen drog sig tillbaka från Skandinavien började träd vandra in omkring 8500 f.Kr. Lärken, europeisk lärk, som inte tål hög värme, växte då i kallare bergsområden i Syd- och Mellaneuropa. Det mildare klimatet hindrade den från att vandra norrut och först på 1780-talet blev de första lärkarna inplanterade som prydnadsträd i Sverige. Med tiden blev den naturaliserad, och vid sidan av odling har den spridit sig upp till de södra delarna av Norrland. Lärken är idag Södermanlands landskapsträd. 

## Beskrivning
Den blir från 10 till 40 meter hög och blommar från maj till juni med rosalila blommor. Kronan är brett konisk med starkt hängande grenar. Årskotten är gulbruna och nästan kala. Barren är mellan 10 och 37 mm långa med blekgrön ovansida och grönaktiga band på undersidan. Kottarna blir mellan 1,5 cm till 4,5 cm stora och med 25 till 50 fröfjäll.

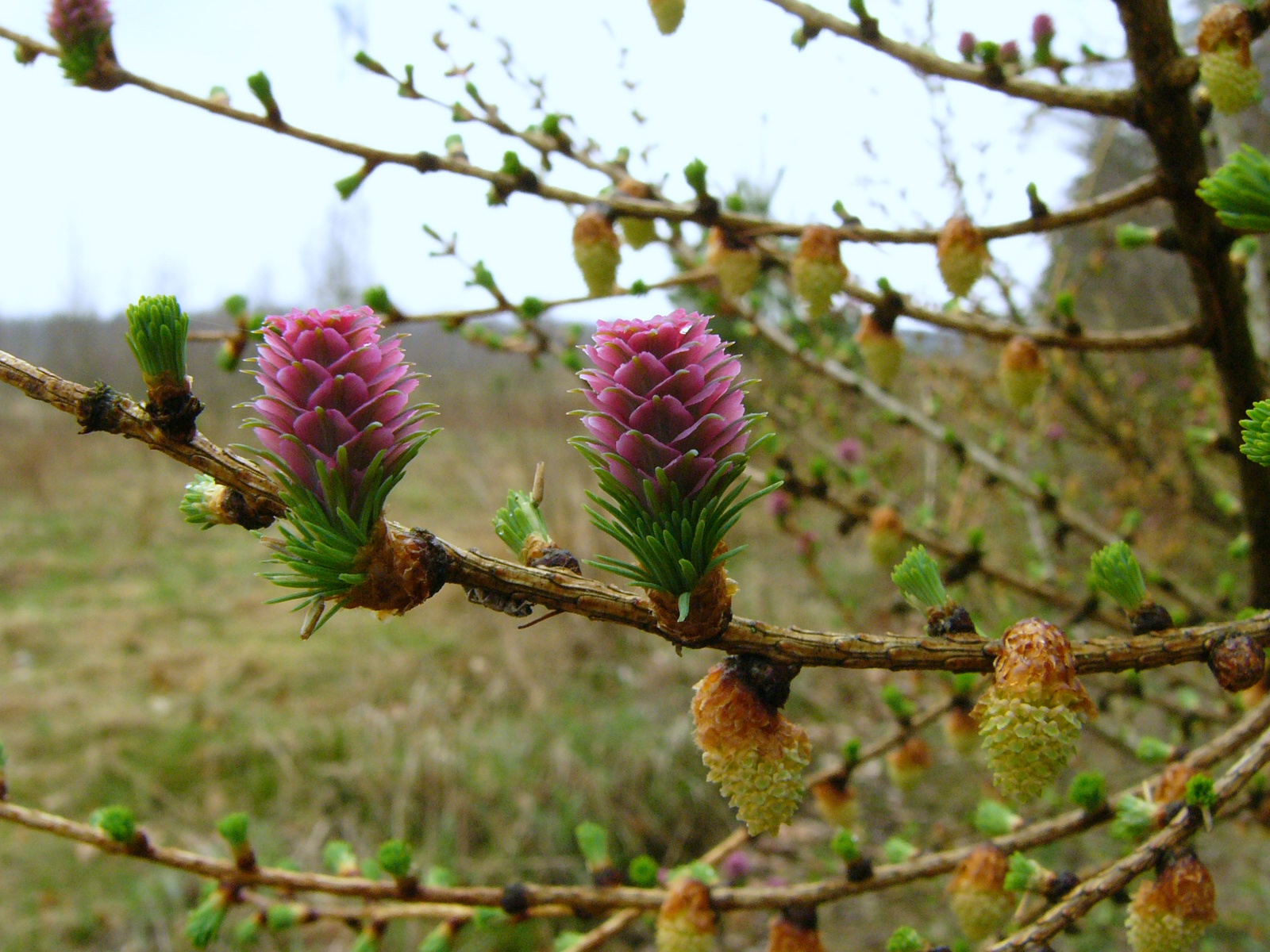
Blommande lärkträd

Lärken är oftast odlad som prydnads- eller skogsträd, men finns även förvildad.  Dess utbredning är sporadisk men i Skandinavien kan arten påträffas i södra Sverige, Norge och hela Danmark. Ursprungligen från Alperna.
Lärkvirke har under senare tid upplevt något av en renässans som giftfritt alternativ till tryckimpregnerat trä i utsatta konstruktioner. Lärkträd har en ovanligt hög andel kärnved vilket gör det möjligt att såga upp trävaror av ren lärkkärnved med viss motståndskraft mot röta. Själva kärnveden har dock inte i sig väsentligt bättre egenskaper än furukärnved.

## Hot
För beståndet är inga hot kända. Hela populationen anses vara stabil. IUCN listar arten som livskraftig (LC).